# Jaffská ulice

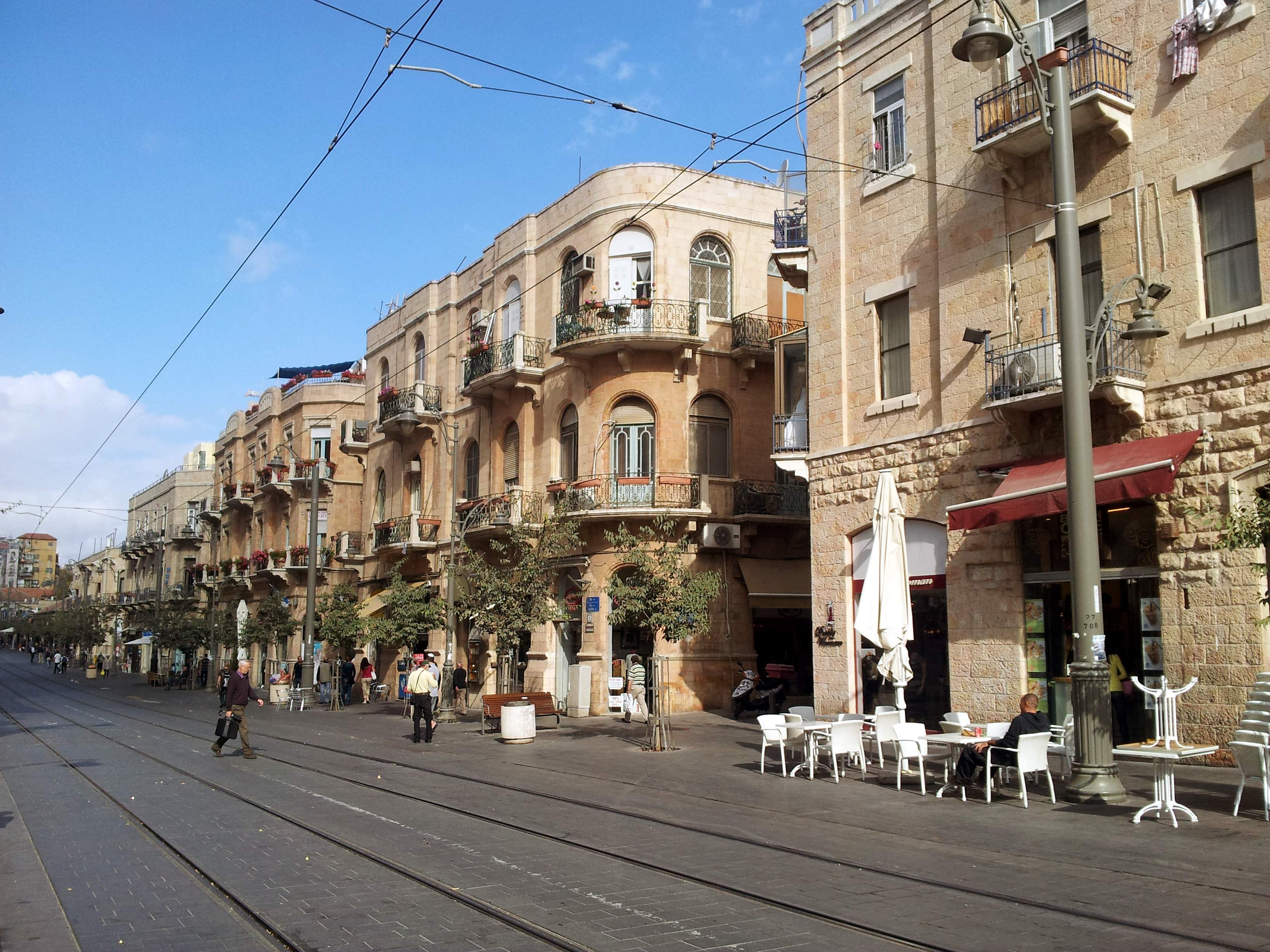
Jaffská ulice přes den v roce 2012

Jaffská ulice (hebrejsky רחוב יפו‎, arabsky شارع يافا‎) je jednou z nejdelších a nejstarších hlavních ulic v Jeruzalémě. Ulice vede od východu na západ, od hradeb Starého města přes centrum Jeruzaléma až k západnímu vstupu do Jeruzaléma z dálnice Jeruzalém – Tel Aviv. Nachází se zde mnoho obchodů, firem a restaurací. Je na ni napojena Ben Jehudova ulice a ulice Krále Jiřího, přičemž společně ohraničují obchodní čtvrť nazývanou „Trojúhelník.“ Mezi hlavní památky na Jaffské ulici patří Allenbyho náměstí, Safrovo náměstí (radnice), Sijónské náměstí, křižovatka Davidka a trh Machane Jehuda. Východní část Jaffské ulice byla přestavěna na bezautomobilovou zónu pro pěší a tramvaje.

## Historie

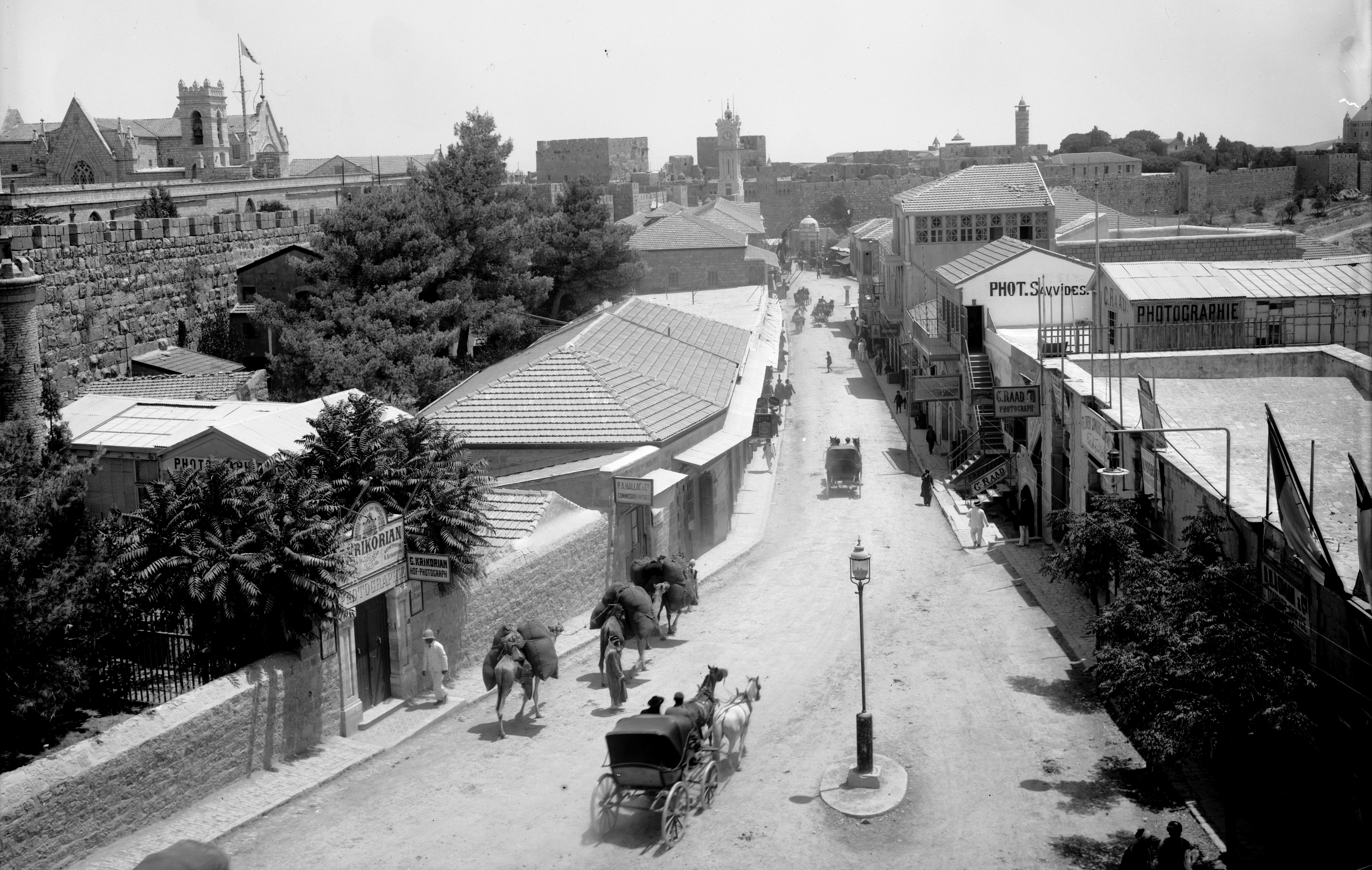
Jaffská ulice po roce 1907

Původně byla vydlážděna v roce 1861 jako součást silnice do Jaffy. Brzy se stala osou expanze Jeruzaléma mimo hradby Starého Města a byly podél ní založeny čtvrtě jako Migraš ha-Rusim, Nachalat Šiv'a a Machane Jehuda, jakož i nemocnice Ša'arej cedek. Vzdálenost od tohoto hlavního tahu se v rychle se rozvíjejícím městě stala měřítkem pro ceny nemovitostí. Dopravu původně zajišťovali velbloudi a muly, po zdokonalení také koňská spřežení. Němečtí templeři, kteří založili čtvrť ha-Mošava ha-Germanit, zahájili první kočárovou dopravu na Jaffské ulici.
V období Britského mandátu Palestina se ulice dále rozrůstala a vznikla zde řada institucí, včetně radnice, pošty, anglo-palestinské banky a budovy Generali. Budovy na nejvýchodnějším konci podél hradeb Starého Města byly v červenci 1944 zbourány, aby nezakrývaly pohled na historické město. V tomto období získala ulice svou moderní podobu a stala se rozvíjející se čtvrtí města, protože se do ní stěhovala většina obchodů ze Starého Města. Během devatenáctiletého rozdělení města mezi Izrael a Jordánsko po první arabsko-izraelské válce v roce 1948, které oddělilo Staré Město od velké části moderního Jeruzaléma, zůstal význam Jaffské ulice jako centra města zachován.
Na Jaffské ulici se nachází jeruzalemský magistrát, hlavní jeruzalemská pošta a trh Machane Jehuda. Jako hlavní dopravní tepna se stala terčem teroristických skupin a od konce 60. let 20. století se na této ulici odehrály některé z nejkrvavějších teroristických útoků, mimo jiné bombový útok na Sijónském náměstí (1975), bombový útok na autobus (1986), sebevražedný útok v restauraci Sbarro (2001) a bombový útok na Jaffské ulici (2002).
Po většinu své existence sloužila Jaffská ulice jako hlavní jeruzalémská dopravní tepna. V rámci rozvojového plánu na oživení centra města byla doprava v Jaffské ulice omezena, aby se v oblasti netvořily dopravní zácpy. Doprava severo-jižním směru byla z Jaffské ulice svedena do tunelu postaveného v roce 2004 na náměstí Cahalu; ten je také součástí dálnice 60. Ulice byla vybavena novou infrastrukturou a na řadě míst rozšířena. Kvůli úpravě ulice bylo vyklizeno nejméně 180 nemovitostí.
Tramvajová doprava zde zahájila provoz v roce 2011. Od západního konce Jaffské, ulice poblíž autobusovému nádraží, je vedena po Strunovém mostě od architekta Santiaga Calatravy a pokračuje dále k jihu.

## Významné budovy a památky
- Jaffská brána,
- banka Le'umi,
- budova Generali,
- Migraš ha-Rusim,
- Sijónské náměstí,
- trh Machane Jehuda,
- původní budova nemocnice Ša'arej cedek,
- Strunový most (2008) od architekta Santiaga Calatravy,
- autobusové nádraží,
- železniční stanice Jerušalajim Jicchak Navon.

## Galerie

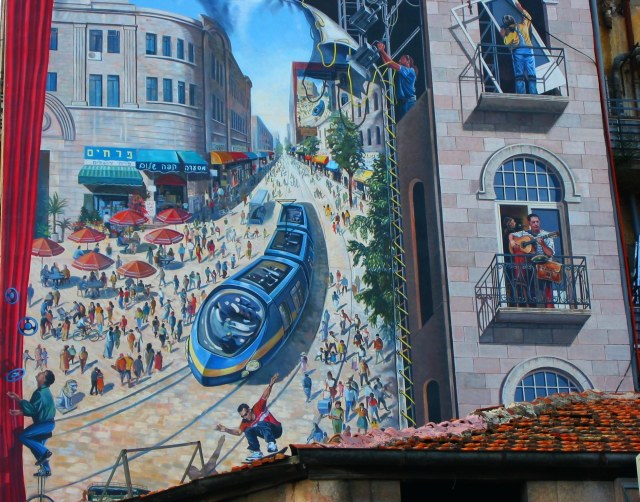
Nástěnná malba na Jaffské ulici, zobrazující umělcovu vizi tramvajové dopravy v provozu
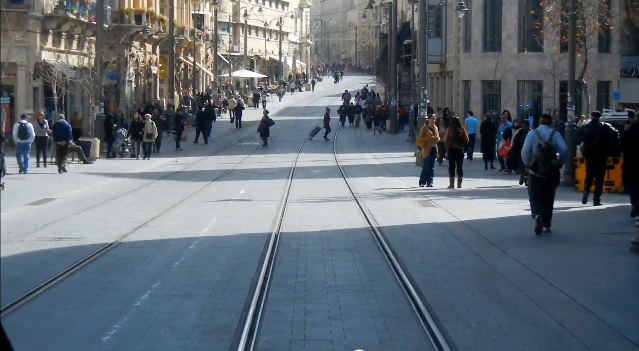
Jaffská ulice
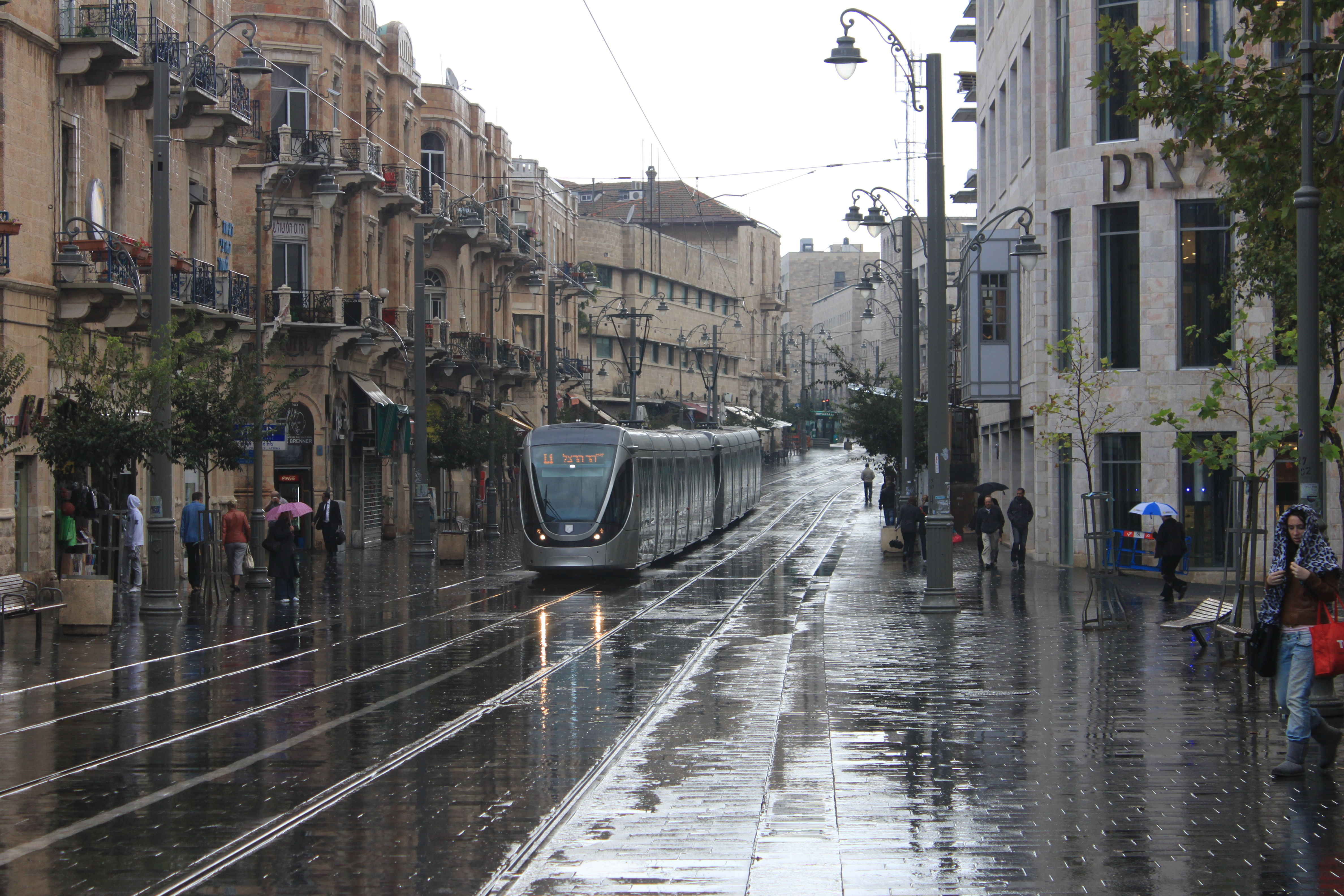
Jaffská ulice při dešti
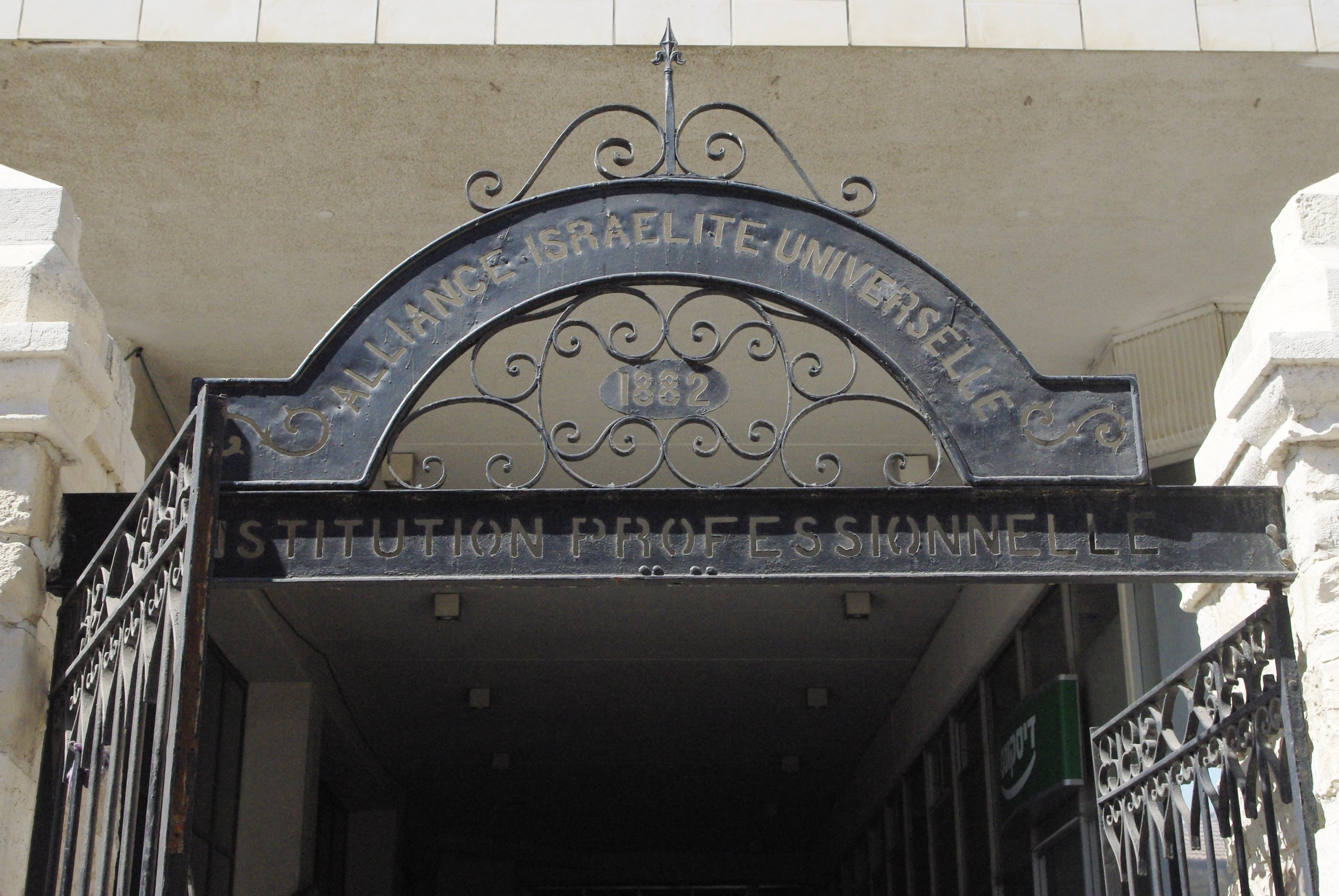
Brána do školy Alliance israélite universelle
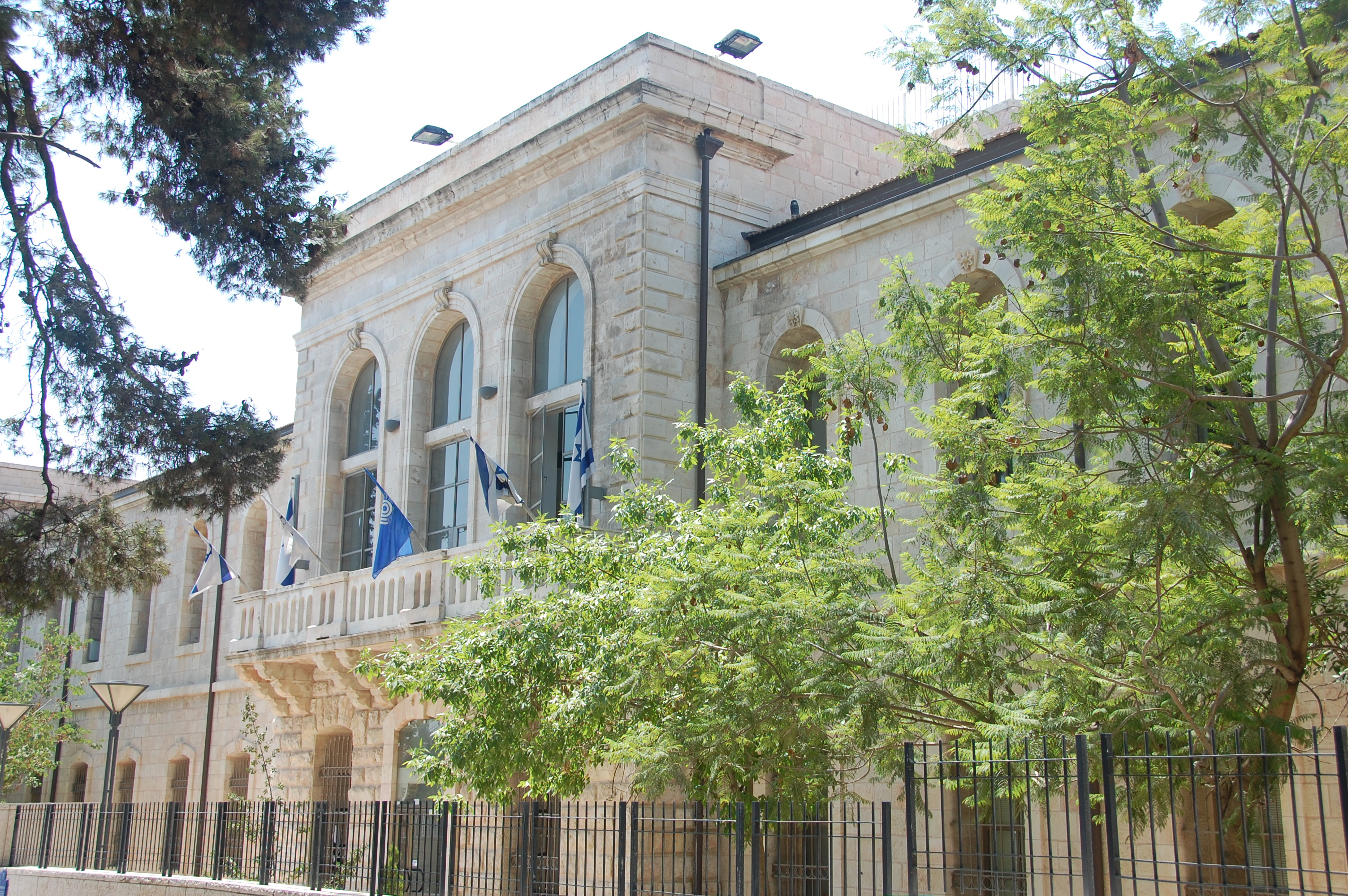
Původní budova nemocnice Ša'arej cedek, nyní budova Izraelského úřadu pro vysílání